# ÖBB X521
Bei der ÖBB X521 handelt es sich um eine von Plasser & Theurer gebaute Bahndienstfahrzeug-Reihe der ÖBB.

## Geschichte
Im Jahre 1991 wurden vier Fahrzeuge dieser Baureihe als Nachfolger für die Reihe ÖBB X534 bei Plasser & Theurer in Auftrag gegeben. Da es sich herausgestellt hatte, dass eine gewöhnliche Hebebühne im Bau- und Wartungsbetrieb für die meisten Arbeiten nicht ausreichend war, erhielten die Fahrzeuge der Baureihe X521 zusätzlich einen Palfinger-Teleskopkran.

## Konstruktion
Der geschweißte Rahmen besteht aus gekanteten und gewalzten Profilen. Das Fahrzeug setzt sich aus einer Plattform mit Kran, einer geräumigen Kabine, einem Arbeitsbereich sowie den beiden Führerständen zusammen. Die Hebebühne kann von der Kabine aus erreicht werden und besteht aus einer 4,2 × 1,2 m großen Plattform mit einer Hubhühe von 1,6 m.

## Technik
Der Antrieb erfolgt auf beide Achsen mittels eines Unterflur-KHD-Dieselmotor mit nachgeschaltetem Viergang-Lastschaltgetriebe. Der Kriechgang ist mittels eines eigenen Hilfsmotors von KHD möglich.

## Einsatz
Alle Fahrzeuge der Baureihe X521 werden landesweit im Energieanlagenbau eingesetzt und gehören zur ÖBB Rail-Equipment GmbH.